# Cotesia diversa
Cotesia diversa är en stekelart som först beskrevs av Muesebeck och Walkley 1951.  Cotesia diversa ingår i släktet Cotesia och familjen bracksteklar. Inga underarter finns listade i Catalogue of Life.